# Feyenoord Rotterdam 2025-2026
Questa voce raccoglie le informazioni riguardanti il Feyenoord Rotterdam nelle competizioni ufficiali della stagione 2025-2026.

## Maglie e sponsor
Lo sponsor tecnico per la stagione 2025-2026 è Castore, mentre lo sponsor ufficiale è MediaMarkt. La divisa casalinga è composta dalla classica maglietta bianca e rossa, con pantaloncini e calzettoni neri.
| Casa | Trasferta | Terza divisa |

## Rosa
Aggiornata al 9 agosto 2025  
| N. |                                 | Ruolo | Calciatore        |
| -- | ------------------------------- | ----- | ----------------- |
| 1  | Paesi Bassi (bandiera)          | P     | Justin Bijlow     |
| 2  | Paesi Bassi (bandiera)          | D     | Bart Nieuwkoop    |
| 3  | Paesi Bassi (bandiera)          | D     | Thomas Beelen     |
| 4  | Giappone (bandiera)             | D     | Tsuyoshi Watanabe |
| 5  | Paesi Bassi (bandiera)          | D     | Gijs Smal         |
| 6  | Corea del Sud (bandiera)        | C     | Hwang In-beom     |
| 7  | Polonia (bandiera)              | C     | Jakub Moder       |
| 8  | Paesi Bassi (bandiera)          | C     | Quinten Timber    |
| 9  | Giappone (bandiera)             | A     | Ayase Ueda        |
| 10 | Paesi Bassi (bandiera)          | C     | Calvin Stengs     |
| 11 | Portogallo (bandiera)           | D     | Gonçalo Borges    |
| 14 | Paesi Bassi (bandiera)          | A     | Sem Steijn ()     |
| 15 | Australia (bandiera)            | D     | Jordan Bos        |
| 16 | Slovacchia (bandiera)           | A     | Leo Sauer         |
| 17 | Danimarca (bandiera)            | A     | Casper Tengstedt  |
| 18 | Austria (bandiera)              | D     | Gernot Trauner    |
| 19 | Argentina (bandiera)            | A     | Julián Carranza   |
| 20 | Costa Rica (bandiera)           | D     | Jeyland Mitchell  |
| 21 | Bosnia ed Erzegovina (bandiera) | D     | Anel Ahmedhodžić  |

| N. |                           | Ruolo | Calciatore          |
| -- | ------------------------- | ----- | ------------------- |
| 22 | Germania (bandiera)       | P     | Timon Wellenreuther |
| 23 | Algeria (bandiera)        | A     | Anis Hadj Moussa    |
| 25 | Paesi Bassi (bandiera)    | C     | Shiloh 't Zand      |
| 26 | Paesi Bassi (bandiera)    | D     | Givairo Read        |
| 27 | Mali (bandiera)           | A     | Gaoussou Diarra     |
| 28 | Marocco (bandiera)        | C     | Oussama Targhalline |
| 29 | Argentina (bandiera)      | C     | Ezequiel Bullaude   |
| 30 | Svizzera (bandiera)       | D     | Jordan Lotomba      |
| 32 | Paesi Bassi (bandiera)    | A     | Aymen Sliti         |
| 34 | Costa d'Avorio (bandiera) | C     | Chris-Kévin Nadje   |
| 35 | Paesi Bassi (bandiera)    | D     | Neraysho Kasanwirjo |
| 36 | Paesi Bassi (bandiera)    | A     | Jaden Slory         |
| 39 | Irlanda (bandiera)        | P     | Liam Bossin         |
| 40 | Paesi Bassi (bandiera)    | C     | Luciano Valente     |
| 43 | Paesi Bassi (bandiera)    | D     | Jan Plug            |
|    | Belgio (bandiera)         | D     | Antef Tsoungui      |

## Calciomercato

### Sessione estiva
| Acquisti         | Acquisti            | Acquisti         | Acquisti                    |
| R.               | Nome                | da               | Modalità                    |
| ---------------- | ------------------- | ---------------- | --------------------------- |
| A                | Sem Steijn          | Twente           | definitivo (10 milioni €)   |
| A                | Gonçalo Borges      | Porto            | definitivo (10 milioni €)   |
| D                | Tsuyoshi Watanabe   | Gent             | definitivo (8 milioni €)    |
| D                | Anel Ahmedhodžić    | Sheffield Utd    | definitivo (6,9 milioni €)  |
| C                | Luciano Valente     | Groningen        | definitivo (6,75 milioni €) |
| A                | Casper Tengstedt    | Benfica          | definitivo (6 milioni €)    |
| D                | Jordan Bos          | Westerlo         | definitivo (5 milioni €)    |
| A                | Gaoussou Diarra     | İstanbulspor     | definitivo (3,8 milioni €)  |
| Altre operazioni |                     |                  |                             |
| R.               | Nome                | da               | Modalità                    |
| A                | Leo Sauer           | NAC Breda        | fine prestito               |
| D                | Neraysho Kasanwirjo | Rangers          | fine prestito               |
| D                | Ezequiel Bullaude   | Fortuna Sittard  | fine prestito               |
| D                | Marcus Pedersen     | Torino           | fine prestito               |
| C                | Gjivai Zechiël      | Sparta Rotterdam | fine prestito               |
| D                | Marcos López        | Copenaghen       | fine prestito               |
| C                | Thomas van den Belt | Castellón        | fine prestito               |
| A                | Ilias Sebaoui       | Heerenveen       | fine prestito               |
| D                | Mimeirhel Benita    | Heracles Almelo  | fine prestito               |
| A                | Devin Haen          | Dordrecht        | fine prestito               |
| D                | Antef Tsoungui      | OH Lovanio       | fine prestito               |
| P                | Mikki van Sas       | Vitesse          | fine prestito               |
| P                | Liam Bossin         | Dordrecht        | n.d.                        |

| Cessioni         | Cessioni            | Cessioni            | Cessioni                    |
| R.               | Nome                | a                   | Modalità                    |
| ---------------- | ------------------- | ------------------- | --------------------------- |
| D                | Dávid Hancko        | Atlético Madrid     | definitivo (30 milioni €)   |
| A                | Igor Paixão         | Olympique Marsiglia | definitivo (30 milioni €)   |
| C                | Antoni Milambo      | Brentford           | definitivo (20 milioni €)   |
| D                | Quilindschy Hartman | Burnley             | definitivo (9 milioni €)    |
| D                | Marcus Pedersen     | Torino              | definitivo (3,5 milioni €)  |
| C                | Thomas van den Belt | Twente              | definitivo (1,25 milioni €) |
| D                | Marcos López        | Copenaghen          | definitivo (1,2 milioni €)  |
| A                | Ilias Sebaoui       | Sint-Truiden        | definitivo (1 milione €)    |
| D                | Mimeirhel Benita    | Heracles Almelo     | definitivo (1 milione €)    |
| A                | Devin Haen          | Willem II           | definitivo (675 mila €)     |
| P                | Mikki van Sas       | Wycombe             | n.d.                        |
| C                | Ramiz Zerrouki      | Twente              | prestito                    |
| A                | Stéphano Carrillo   | Dordrecht           | prestito                    |
| D                | Ezequiel Bullaude   | Fortuna Sittard     | prestito                    |
| C                | Thomas van den Belt | Castellón           | prestito                    |
| D                | Neraysho Kasanwirjo | Rangers             | prestito                    |
| D                | Mimeirhel Benita    | Heracles Almelo     | prestito                    |
| A                | Ilias Sebaoui       | Heerenveen          | prestito                    |
| D                | Antef Tsoungui      | OH Lovanio          | prestito                    |
| C                | Gjivai Zechiël      | Utrecht             | prestito                    |
| A                | Luka Ivanušec       | PAOK                | prestito                    |
| P                | Plamen Andreev      | Racing Santander    | prestito                    |
| Altre operazioni |                     |                     |                             |
| R.               | Nome                | da                  | Modalità                    |
| A                | Ibrahim Osman       | Brighton            | fine prestito               |
| D                | Hugo Bueno          | Wolverhampton       | fine prestito               |
| D                | Facundo González    | Juventus            | fine prestito               |
| P                | Liam Bossin         | Dordrecht           | fine prestito               |

### Sessione invernale
| Acquisti         | Acquisti         | Acquisti         | Acquisti         |
| R.               | Nome             | da               | Modalità         |
| Altre operazioni | Altre operazioni | Altre operazioni | Altre operazioni |
| R.               | Nome             | da               | Modalità         |
| ---------------- | ---------------- | ---------------- | ---------------- |

| Cessioni         | Cessioni         | Cessioni         | Cessioni         |
| R.               | Nome             | a                | Modalità         |
| Altre operazioni | Altre operazioni | Altre operazioni | Altre operazioni |
| R.               | Nome             | da               | Modalità         |
| ---------------- | ---------------- | ---------------- | ---------------- |

## Risultati

### Eredivisie

#### Girone di andata
| Arbitro: | Lindhout |

|                    |           |  |
| Steijn 3’ Ueda 55’ | Marcatori |  |

| Arbitro: | Higler |

|                      |           |                     |
| Sanches Fernandes 9’ | Marcatori | 22’ Ueda 34’ Steijn |

| Rotterdam 24 settembre 2025, ore 21:00 CEST 3ª giornata | Feyenoord | – | Fortuna Sittard | Stadio Feijenoord |

| Rotterdam 31 agosto 2025, ore 14:30 CEST 4ª giornata | Sparta Rotterdam | – | Feyenoord | Sparta Stadion Het Kasteel |

| Rotterdam 13 settembre 2025, ore 21:00 CEST 5ª giornata | Feyenoord | – | Heerenveen | Stadio Feijenoord |

| Alkmaar 21 settembre 2025, ore 16:45 CEST 6ª giornata | AZ Alkmaar | – | Feyenoord | AFAS Stadion |

| Groningen 27 settembre 2025, ore 16:30 CEST 7ª giornata | Groningen | – | Feyenoord | Euroborg |

| Rotterdam 5 ottobre 2025, ore 14:30 CEST 8ª giornata | Feyenoord | – | Utrecht | Stadio Feijenoord |

| Almelo 18 ottobre 2025, ore 16:30 CEST 9ª giornata | Heracles Almelo | – | Feyenoord | Erve Asito |

| Rotterdam 26 ottobre 2025, ore 14:30 CET 10ª giornata | Feyenoord | – | PSV | Stadio Feijenoord |

### UEFA Champions League

#### Terzo turno prelimimare
| Arbitro: | Nyberg |

|                              |           |             |
| Timber 19’ Hadj Moussa 90+1’ | Marcatori | 86’ Amrabat |

| Arbitro: | Kovács |

|                                                            |           |                   |
| Brown 44’ Durán 45+2’ Fred 55’ En-Nesyri 83’ Talisca 90+6’ | Marcatori | 41’, 89’ Watanabe |

## Statistiche
Aggiornate al 16 agosto 2025

### Statistiche totali
| Competizione     | Punti | In casa | In casa | In casa | In casa | In casa | In casa | In trasferta | In trasferta | In trasferta | In trasferta | In trasferta | In trasferta | Totale | Totale | Totale | Totale | Totale | Totale | DR |
| Competizione     | Punti | G       | V       | N       | P       | Gf      | Gs      | G            | V            | N            | P            | Gf           | Gs           | G      | V      | N      | P      | Gf     | Gs     | DR |
| ---------------- | ----- | ------- | ------- | ------- | ------- | ------- | ------- | ------------ | ------------ | ------------ | ------------ | ------------ | ------------ | ------ | ------ | ------ | ------ | ------ | ------ | -- |
| Eredivisie       | 6     | 1       | 1       | 0       | 0       | 2       | 0       | 1            | 1            | 0            | 0            | 2            | 1            | 2      | 2      | 0      | 0      | 4      | 1      | +3 |
| KNVB beker       | -     |         |         |         |         |         |         |              |              |              |              |              |              |        |        |        |        |        |        |    |
| Champions League | -     | 1       | 1       | 0       | 0       | 2       | 1       | 1            | 0            | 0            | 1            | 2            | 5            | 2      | 1      | 0      | 1      | 4      | 6      | -2 |
| Europa League    | -     |         |         |         |         |         |         |              |              |              |              |              |              |        |        |        |        |        |        |    |
| Totale           | -     | 2       | 2       | 0       | 0       | 4       | 1       | 2            | 1            | 0            | 1            | 4            | 6            | 4      | 3      | 0      | 1      | 8      | 7      | +1 |

### Andamento in campionato
| Giornata  | 1 | 2 | 3 | 4 | 5 | 6 | 7 | 8 | 9 | 10 | 11 | 12 | 13 | 14 | 15 | 16 | 17 | 18 | 19 | 20 | 21 | 22 | 23 | 24 | 25 | 26 | 27 | 28 | 29 | 30 | 31 | 32 | 33 | 34 |
| --------- | - | - | - | - | - | - | - | - | - | -- | -- | -- | -- | -- | -- | -- | -- | -- | -- | -- | -- | -- | -- | -- | -- | -- | -- | -- | -- | -- | -- | -- | -- | -- |
| Luogo     | C | T | C | T | C | T | T | C | T | C  | C  | T  | C  | T  | C  | T  | C  | T  | C  | C  | T  | T  | C  | C  | T  | T  | C  | C  | T  | T  | C  | T  | C  | T  |
| Risultato | V | V |   |   |   |   |   |   |   |    |    |    |    |    |    |    |    |    |    |    |    |    |    |    |    |    |    |    |    |    |    |    |    |    |
| Posizione |   |   |   |   |   |   |   |   |   |    |    |    |    |    |    |    |    |    |    |    |    |    |    |    |    |    |    |    |    |    |    |    |    |    |

Legenda:

Luogo: C = Casa; T = Trasferta. Risultato: V = Vittoria; N = Pareggio; P = Sconfitta.

### Statistiche individuali
| Giocatore        | Eredivisie | Eredivisie | Eredivisie  | Eredivisie | KNVB beker | KNVB beker | KNVB beker  | KNVB beker | Champions League | Champions League | Champions League | Champions League | Europa League | Europa League | Europa League | Europa League | Totale   | Totale | Totale      | Totale     |
| Giocatore        | Presenze   | Reti       | Ammonizioni | Espulsioni | Presenze   | Reti       | Ammonizioni | Espulsioni | Presenze         | Reti             | Ammonizioni      | Espulsioni       | Presenze      | Reti          | Ammonizioni   | Espulsioni    | Presenze | Reti   | Ammonizioni | Espulsioni |
| ---------------- | ---------- | ---------- | ----------- | ---------- | ---------- | ---------- | ----------- | ---------- | ---------------- | ---------------- | ---------------- | ---------------- | ------------- | ------------- | ------------- | ------------- | -------- | ------ | ----------- | ---------- |
| A. Ahmedhodžić   | 2          | 0          | 0           | 0          | 0          | 0          | 0           | 0          | 2                | 0                | 0                | 0                | 0             | 0             | 0             | 0             | 4        | 0      | 0           | 0          |
| T. Beelen        | 0          | 0          | 0           | 0          | 0          | 0          | 0           | 0          | 0                | 0                | 0                | 0                | 0             | 0             | 0             | 0             | 0        | 0      | 0           | 0          |
| J. Bijlow        | 0          | -0         | 0           | 0          | 0          | -0         | 0           | 0          | 0                | 0                | 0                | 0                | 0             | 0             | 0             | 0             | 0        | 0      | 0           | 0          |
| G. Borges        | 0          | 0          | 0           | 0          | 0          | 0          | 0           | 0          | 1                | 0                | 1                | 0                | 0             | 0             | 0             | 0             | 1        | 0      | 1           | 0          |
| J. Bos           | 2          | 0          | 0           | 0          | 0          | 0          | 0           | 0          | 2                | 0                | 1                | 0                | 0             | 0             | 0             | 0             | 4        | 0      | 1           | 0          |
| J. Carranza      | 0          | 0          | 0           | 0          | 0          | 0          | 0           | 0          | 0                | 0                | 0                | 0                | 0             | 0             | 0             | 0             | 0        | 0      | 0           | 0          |
| G. Diarra        | 1          | 0          | 0           | 0          | 0          | 0          | 0           | 0          | 1                | 0                | 0                | 0                | 0             | 0             | 0             | 0             | 2        | 0      | 0           | 0          |
| A. Hadj Moussa   | 2          | 0          | 0           | 0          | 0          | 0          | 0           | 0          | 2                | 1                | 0                | 0                | 0             | 0             | 0             | 0             | 4        | 1      | 0           | 0          |
| I-b. Hwang       | 1          | 0          | 0           | 0          | 0          | 0          | 0           | 0          | 2                | 0                | 0                | 0                | 0             | 0             | 0             | 0             | 3        | 0      | 0           | 0          |
| N. Kasanwirjo    | 0          | 0          | 0           | 0          | 0          | 0          | 0           | 0          | 0                | 0                | 0                | 0                | 0             | 0             | 0             | 0             | 0        | 0      | 0           | 0          |
| J. Lotomba       | 2          | 0          | 0           | 0          | 0          | 0          | 0           | 0          | 2                | 0                | 0                | 0                | 0             | 0             | 0             | 0             | 4        | 0      | 0           | 0          |
| M. López         | 0          | 0          | 0           | 0          | 0          | 0          | 0           | 0          | 0                | 0                | 0                | 0                | 0             | 0             | 0             | 0             | 0        | 0      | 0           | 0          |
| J. Mitchell      | 0          | 0          | 0           | 0          | 0          | 0          | 0           | 0          | 0                | 0                | 0                | 0                | 0             | 0             | 0             | 0             | 0        | 0      | 0           | 0          |
| J. Moder         | 0          | 0          | 0           | 0          | 0          | 0          | 0           | 0          | 0                | 0                | 0                | 0                | 0             | 0             | 0             | 0             | 0        | 0      | 0           | 0          |
| C.-K. Nadje      | 0          | 0          | 0           | 0          | 0          | 0          | 0           | 0          | 0                | 0                | 0                | 0                | 0             | 0             | 0             | 0             | 0        | 0      | 0           | 0          |
| B. Nieuwkoop     | 2          | 0          | 1           | 0          | 0          | 0          | 0           | 0          | 0                | 0                | 0                | 0                | 0             | 0             | 0             | 0             | 2        | 0      | 1           | 0          |
| J. Plug          | 0          | 0          | 0           | 0          | 0          | 0          | 0           | 0          | 0                | 0                | 0                | 0                | 0             | 0             | 0             | 0             | 0        | 0      | 0           | 0          |
| G. Read          | 1          | 0          | 0           | 0          | 0          | 0          | 0           | 0          | 1                | 0                | 0                | 0                | 0             | 0             | 0             | 0             | 2        | 0      | 0           | 0          |
| L. Sauer         | 2          | 0          | 0           | 0          | 0          | 0          | 0           | 0          | 2                | 0                | 1                | 0                | 0             | 0             | 0             | 0             | 4        | 0      | 1           | 0          |
| A. Sliti         | 0          | 0          | 0           | 0          | 0          | 0          | 0           | 0          | 0                | 0                | 0                | 0                | 0             | 0             | 0             | 0             | 0        | 0      | 0           | 0          |
| J. Slory         | 1          | 0          | 0           | 0          | 0          | 0          | 0           | 0          | 0                | 0                | 0                | 0                | 0             | 0             | 0             | 0             | 1        | 0      | 0           | 0          |
| G. Smal          | 1          | 0          | 0           | 0          | 0          | 0          | 0           | 0          | 0                | 0                | 0                | 0                | 0             | 0             | 0             | 0             | 1        | 0      | 0           | 0          |
| S. Steijn        | 2          | 2          | 0           | 0          | 0          | 0          | 0           | 0          | 2                | 0                | 0                | 0                | 0             | 0             | 0             | 0             | 4        | 2      | 0           | 0          |
| C. Stengs        | 0          | 0          | 0           | 0          | 0          | 0          | 0           | 0          | 0                | 0                | 0                | 0                | 0             | 0             | 0             | 0             | 0        | 0      | 0           | 0          |
| O. Targhalline   | 2          | 0          | 0           | 0          | 0          | 0          | 0           | 0          | 1                | 0                | 1                | 0                | 0             | 0             | 0             | 0             | 3        | 0      | 1           | 0          |
| C. Tengstedt     | 1          | 0          | 0           | 0          | 0          | 0          | 0           | 0          | 2                | 0                | 0                | 0                | 0             | 0             | 0             | 0             | 3        | 0      | 0           | 0          |
| Q. Timber        | 2          | 0          | 1           | 0          | 0          | 0          | 0           | 0          | 2                | 1                | 0                | 0                | 0             | 0             | 0             | 0             | 4        | 1      | 1           | 0          |
| G. Trauner       | 0          | 0          | 0           | 0          | 0          | 0          | 0           | 0          | 0                | 0                | 0                | 0                | 0             | 0             | 0             | 0             | 0        | 0      | 0           | 0          |
| A. Ueda          | 2          | 2          | 0           | 0          | 0          | 0          | 0           | 0          | 2                | 0                | 0                | 0                | 0             | 0             | 0             | 0             | 4        | 2      | 0           | 0          |
| L. Valente       | 2          | 0          | 0           | 0          | 0          | 0          | 0           | 0          | 2                | 0                | 0                | 0                | 0             | 0             | 0             | 0             | 4        | 0      | 0           | 0          |
| T. Watanabe      | 2          | 0          | 0           | 0          | 0          | 0          | 0           | 0          | 2                | 2                | 0                | 0                | 0             | 0             | 0             | 0             | 4        | 2      | 0           | 0          |
| T. Wellenreuther | 2          | -1         | 0           | 0          | 0          | -0         | 0           | 0          | 2                | -6               | 0                | 0                | 0             | -0            | 0             | 0             | 4        | -7     | 0           | 0          |
| S. Zand          | 0          | 0          | 0           | 0          | 0          | 0          | 0           | 0          | 0                | 0                | 0                | 0                | 0             | 0             | 0             | 0             | 0        | 0      | 0           | 0          |